# جورج تيري
جورج تيري (بالإنجليزية: George Terry)‏ هو عازف قيثارة أمريكي، ولد في 1950.

## وصلات خارجية
- الموقع الرسمي
- جورج تيري على موقع IMDb (الإنجليزية)
- جورج تيري على موقع ميوزك برينز (الإنجليزية)
- جورج تيري على موقع أول ميوزيك (الإنجليزية)
- جورج تيري على موقع ديسكوغز (الإنجليزية)